# غراهام كروس
غراهام كروس (بالإنجليزية: Graham Cross)‏ (15 نوفمبر 1943 في المملكة المتحدة - ) هو لاعب كركيت ولاعب كرة قدم بريطاني في مركز الدفاع. لعب مع برايتون أند هوف ألبيون وبريستون نورث إيند وليستر سيتي ونادي تشيسترفيلد ولينكولن سيتي أف سي.

## وصلات خارجية
- غراهام كروس على موقع قاعدة بيانات كرة القدم.إي يو (الإنجليزية)